# Heimatlos (1925)
Heimatlos ist ein US-amerikanisches Stummfilmdrama aus dem Jahr 1925 von Rowland V. Lee mit Edward Hearn und Pauline Starke in den Hauptrollen. Das Drehbuch basiert auf der Kurzgeschichte The Man Without a Country (dt. Titel: Der Mann ohne Land) von Edward Everett Hale.

## Handlung
Anfang des 19. Jahrhunderts wird Lieutenant Nolan in eine Verschwörung um den Politiker Aaron Burr verwickelt. Als Burr wegen Hochverrats angeklagt wird, weigert sich Nolan, seine Loyalität gegenüber den Vereinigten Staaten zu bekräftigen und erklärt offen, dass er hofft, nie wieder etwas von den Vereinigten Staaten zu sehen oder zu hören. Er wird vor ein Kriegsgericht gestellt und dazu verurteilt, auf ein amerikanisches Kriegsschiff geschickt zu werden und sein Heimatland nie wieder zu sehen oder eine Erwähnung davon zu hören. 
Jahtelang wird Nolan von Schiff zu Schiff der Marine versetzt und erlebt einen Kampf im Amerikanisch-Tripolitanischen Krieg und später eine Begegnung mit Piraten. Nolans Geliebte Anne Bissell appelliert vergeblich an eine Reihe von Präsidenten, ihn zu begnadigen. Als der Amerikanische Bürgerkrieg beginnt, ist Nolan ein gebrochener alter Mann, der sein Land leidenschaftlich liebt. Er wird schließlich von Präsident Lincoln begnadigt, stirbt jedoch, als er die Nachricht erhält.

## Hintergrund
Die Premiere des Films fand am 11. Februar 1925 in New York statt.
1917 inszenierte Ernest C. Warde die erste Verfilmung der Kurzgeschichte. Crane Wilbur drehte 1937 eine Adaption als Kurzfilm. 1973 wurde die Kurzgeschichte von Delbert Mann für das US-Fernsehen neu verfilmt (dt. Titel: Der Mann ohne Land).
Da keine Kopien der zehn Filmrollen existieren, gilt der Film als verschollen.